# Tubulodon
Il tubulodonte (gen. Tubulodon) è un mammifero estinto, appartenente ai paleanodonti. Visse tra l'Eocene inferiore e l'Eocene medio (circa 50 - 45 milioni di anni fa) e i suoi resti fossili sono stati ritrovati in Nordamerica.

## Descrizione
Questo animale probabilmente doveva essere vagamente simile a una talpa, anche se non era strettamente imparentato con questi insettivori. Era dotato di denti ipsodonti (a corona alta) ma dai tubercoli bassi; al contrario di quelli di molti paleanodonti, i denti di Tubulodon erano dotati di smalto, anche se questo era molto sottile e quindi spesso trasparente. Il quarto premolare inferiore e i primi due molari inferiori erano dotati di due radici, mentre il terzo molare inferiore ne possedeva solo una. I premolari superiori erano semplici, mentre i molari superiori erano dotati di tre radici. I canini erano robusti e parzialmente ricoperti di smalto, di sezione triangolare e dotati di una lunga radice. 
Il cranio era corto e dalla regione occipitale allargata; il muso era depresso, terminante in un rostro corto, che si alzava notevolmente al livello delle ossa frontali. La mandibola era simile a quella degli armadilli attuali e a quella di Metacheiromys, ed era dotata di un corpo sottile e allungato, ma era ispessita nella zona dei canini. Il ramo montante, inclinato a 90° rispetto alla fila dentaria, mostrava un'alta apofisi coronoide, separata dal condilo tramite una larga fossa sigmoide, e un'apofisi angolare rivolta verso il basso. Era presente una placca cornea al livello dell'ultimo dente. 
La morfologia delle zampe era simile a quella di Metacheiromys, ed era fortemente adatta a uno stile di vita fossorio. L'omero differiva da quello di Metacheiromys per l'estensione infero-esterna della piccola tuberosità e per la minor grandezza della cresta deltoide. La tibia era caratterizzata da una tuberosità interna estesa lateralmente.
Il nome Tubulodon si riferisce alla presenza di insoliti tubi presenti nell'ortodentina, visibili a causa della trasparenza dello smalto. Inizialmente questi tubi vennero interpretati come strutture dentarie primarie, forse ancestrali ai prismi esagonali di dentina tipici degli oritteropi attuali. Successive analisi con il microscopio elettronico a scansione hanno permesso di comprendere come questi tubi fossero circondati da un anello ipermineralizzato, e racchiudessero strutture allungate molto più piccole simili a filamenti, ognuno dei quali posto in un piccolo tunnel. I tubi e i filamenti, quindi, non appartenevano alla struttura naturale di ortodentina, e probabilmente erano dovuti a fenomeni di erosione del dente avvenuti post-mortem; la taglia e la morfologia di questi filamenti indica che potrebbero essere stato prodotti da batteri attinomiceti (Kalthoff et al., 2011).

## Classificazione
Tubulodon venne inizialmente classificato come un membro arcaico dei tubulidentati (il gruppo di mammiferi attualmente rappresentati dal solo oritteropo) a causa della presenza degli insoliti tubuli nell'ortodentina dei denti. Successive analisi hanno avvicinato Tubulodon ad altri mammiferi eocenici del Nordamerica, come Epoicotherium e Xenocranium, ed è quindi stato classificato nella famiglia Epoicotheriidae nell'ordine (o sottordine) Palaeanodonta. 
Il genere Tubulodon venne descritto per la prima volta nel 1932 da Jepsen, sulla base di resti fossili ritrovati in Wyoming in terreni dell'Eocene medio; la specie tipo è Tubulodon taylori. Un'altra specie attribuita a questo genere è T. atopum, in precedenza ascritta a un genere a sé stante (Alocodontulum, a sua volta un nome nuovo per il nome Alocodon già utilizzato per un dinosauro) e risalente all'Eocene inferiore. Altre specie sono T. pearcei (precedentemente attribuita a un genere a sé stante, Pentapassalus) anch'essa dell'Eocene inferiore, e T. woodi, dell'Eocene medio. Tutte le specie provengono da giacimenti del Wyoming.